# 陳正猷
陳正猷（1876年9月10日—1930年6月12日），字克轩（克宣），贵州遵义人，清朝官员。

## 生平
陳生於清光緒二年（1876年）七月二十三日。自幼隨教私塾的父親陳應文讀書。陳正猷毕业于日本法政大学。回国后于光緒三十四年（1908年）获游學畢業進士。授翰林院庶吉士、任檢討、封資政大夫，派赴日本早稻田大學留學攻法政。畢業回國後任廣西法政學堂校長。辛亥後回到原籍遵義參加編寫遵義府志，先後擔任過貴州省高級法院民庭庭長、省府秘書(周素園任省府秘書長時)、鎮遠縣地方檢查所所長、縣長、安龍縣縣長等職。陳正猷也是中國歷史上最後一名會試榜尾。
民國十九年（1930年）6月12日病故，享年54歲。